# 联盟街道 (昆明市)
联盟街道，是中华人民共和国云南省昆明市盘龙区下辖的一个乡镇级行政单位。

## 行政区划
联盟街道下辖以下地区：
小坝社区、长青社区、北站社区、长寿路社区、颐华路社区、金江路社区、金星社区、万宏路社区、王旗营社区、金菊路社区和葵花社区。